# 1987 na Alemanha
Esta é uma cronologia dos fatos acontecimentos de ano 1987 na Alemanha.

## Eventos
- 25 de janeiro: As eleições federais elegem os membros do Bundestag da Alemanha Ocidental.
- 12 de junho: Durante uma visita, o presidente dos Estados Unidos, Ronald Reagan, faz o discurso que chama o líder partido soviético para derrubar o Muro de Berlim.